# Ervin Bevab
Ervin Bevab (* 9. April 1991) ist ein österreichischer Fußballspieler und -trainer.

## Vereinskarriere

### Jugendfußball
Bevab begann seine Karriere im Alter von sechs Jahren in der Jugend seines Heimatvereins FC Oberhofen im Tiroler Inntal. 2001 folgte der Wechsel zum größeren Innsbrucker AC, ehe seine Familie ihren Wohnsitz von Tirol in die Steiermark verlegte.
Im neuen Bundesland schloss sich Bevab vorerst für zwei Jahre der Jugendabteilung des SK Sturm Graz an, von 2004 bis 2005 stand er im Jugendkader des Grazer AK.
2005 folgte ein weiterer Wechsel in die Kaderschmiede der FSA Austria Wien. Bereits nach zwei Jahren im Internat in Hollabrunn, entschloss er sich zum Einstieg in den Profifußball und nahm ein Angebot des frischgebackenen Aufsteigers in die Erste Liga, SV Bad Aussee, an. Seinen vorzeitigen Abgang aus der FSA begründete er mit der Tatsache, dass es einfach nicht gepasst hätte und er andere Vorstellungen bezüglich der schulischen Ausbildung gehabt hätte.

### SV Bad Aussee
Am 17. August 2007 debütierte er daraufhin 16-jährig beim 0:0 gegen den FC Gratkorn für Bad Aussee. In Folge musste er sich bis zur 18. Runde auf einen weiteren Einsatz gedulden, ehe er zum Ende der Spielzeit einen Stammplatz in der Defensive der Bad Ausseer erlangte. In einer durchwegs nicht zweitligatauglichen Mannschaft entwickelte er sich daraufhin neben Daniel Kogler und Adam Cichon zu einem der wenigen Lichtblicke der Mannschaft. Als die Mannschaft am Ende der Saison mit 21 Punkten Rückstand auf den rettenden 9. Tabellenrang wieder aus der Ersten Liga abstieg, kamen erste Wechselgerüchte zu seiner Person auf. Unter anderem verhandelte er daraufhin mit seinem früheren Verein SK Sturm Graz und FC Red Bull Salzburg. Als man sich jedoch nicht über einen Vertrag einigen konnte, beschloss er ein weiteres Jahr in der Ersten Liga zu absolvieren und unterschrieb beim FC Lustenau. Darüber hinaus wurde er zu Saisonende von der Bundesliga als meisteingesetzter Jungspieler mit dem Titel Benjamin des Jahres geehrt.

### FC Lustenau 07
In Lustenau erlangte er daraufhin unter Trainer Eric Orie auf Anhieb einen Stammplatz in der Defensivabteilung der Mannschaft. Insgesamt hinkte die Mannschaft jedoch stark den Erwartungen hinterher und kämpfte die komplette Saison über gegen den Abstieg. In Folge wurde der langjährige Erfolgstrainer Orie in der Rückrunde der Saison 2008/09 entlassen und durch Nenad Bjelica ersetzt. Bevab behielt auch unter Bjelica seinen Stammplatz und schaffte zum Ende der Spielzeit mit Tabellenplatz 9 knapp den Klassenerhalt. In Folge wurde er zum zweiten Mal in Serie als Benjamin des Jahres ausgezeichnet.
Im Sommer 2009 wurde er daraufhin vom ÖFB in das Projekt 12, dem Nachfolger der Challenge 08 aufgenommen, einem Individualförderungsprogramm der größten Talente des Landes.
In der Winterpause der Spielzeit 2009/10 absolvierte er bei der SpVgg Greuther Fürth und Bayer 04 Leverkusen ein Probetraining, mit dem Ziel spätestens in der Sommerpause ins Ausland wechseln zu wollen. Bereits in der Sommerpause hatte er ein Probetraining beim VfB Stuttgart absolviert. Daneben wurde das engagierte Nachwuchstalent von weiteren deutschen Vereinen wie Borussia Dortmund (Amateure) oder Hertha BSC umworben.

## Nationalmannschaft
Bevab lief bisher für die österreichische U-17- und U-18-Nationalmannschaft auf. Die U-18 führte er auch als Kapitän aufs Spielfeld. Trotz guter Leistungen im Verein wurde er von Teamchef Andreas Heraf bisher nur auf Abruf in das U-19-Nationalteam nominiert. Nach der Nichtberücksichtigung bemühte sich auch der bosnische Fußballverband um den Spieler, der aufgrund der Herkunft seiner Eltern auch für Bosnien spielberechtigt wäre.

## Erfolge
- 2× Benjamin des Jahres: 2008, 2009
- 1× Young-Star Team des Jahres: 2008